# Endymion (poème)
Pour les articles homonymes, voir Endymion (homonymie).

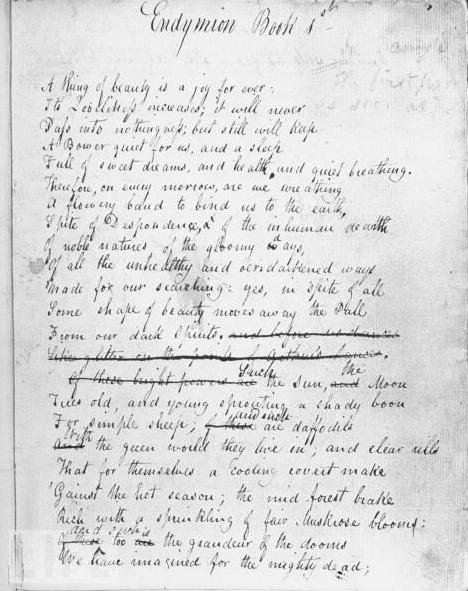
Manuscrit dEndymion, vers 1818.

Endymion est un poème écrit par le poète romantique britannique du XIXe siècle John Keats et publié pour la première fois en 1818. Première grande œuvre de Keats, Endymion est un poème narratif en quatre parties, écrit en distiques et avec une métrique en pentamètre iambique. Keats s'est inspiré du mythe grec d'Endymion, le berger aimé par la déesse de la lune Séléné, tout en lui apportant de nouveaux développements.

## Présentation
Keats a renommé dans son œuvre la déesse Séléné en Cynthia. Ce nom fut parfois utilisé pour désigner Artémis, déesse de la mythologie grecque qui comme Séléné fut associée à la Lune. Séléné et Artémis sont souvent confondues à partir du Ve siècle av. J.-C. ; Endymion quant à lui était le fils de Zeus ou d'Aethlios et de Calycé. Certains poètes font de lui le roi d'Elide et d'autres le décrivent comme un chasseur. La plupart d'entre eux, et c'est le cas de Keats, en font un berger vivant sur le mont Latmos en Carie. Tous s'accordent pour célébrer sa beauté, qui sera la cause de son destin singulier. Le premier vers est particulièrement célèbre : « Une chose de beauté est une joie éternelle » (« A thing of beauty is a joy for ever »).
L’œuvre de Keats est un poème narratif divisé en quatre parties d'approximativement 1000 lignes chacune. Il narre donc l'histoire d'Endymion, présenté ici comme un berger. Craignant les atteintes de la vieillesse et de la mort, ce dernier obtient de Zeus la faveur d’un sommeil éternel. La vierge Artémis, présentée dans le poème sous sa forme lunaire de Séléné et appelée Cynthia, éprise d'Endymion, viendra chaque soir rendre visite au bel adolescent.